# Zapasy na Letnich Igrzyskach Olimpijskich 1956
Zapasy na Letnich Igrzyskach Olimpijskich 1956 w Melbourne, odbyły się w dniach 28 listopada – 6 grudnia 1956. Zawodnicy walczyli w 16 kategoriach wagowych i 2 stylach zapaśniczych. Startowali tylko mężczyźni.

## Medaliści

### Styl klasyczny
| Kat. wagowa               |                      |                   |                    |
| ------------------------- | -------------------- | ----------------- | ------------------ |
| Waga musza (- 52 kg)      | Nikołaj Sołowjow     | Ignazio Fabra     | Dursan Ali Eğribaş |
| Waga kogucia (- 57 kg)    | Konstantin Wyrupajew | Edvin Vesterby    | Francisc Horvath   |
| Waga piórkowa (- 62 kg)   | Rauno Mäkinen        | Imre Polyák       | Roman Dżeneladze   |
| Waga lekka (- 67 kg)      | Kyösti Lehtonen      | Rıza Doğan        | Gyula Tóth         |
| Waga półśrednia (- 73 kg) | Mithat Bayrak        | Władimir Maniejew | Per Gunnar Berlin  |
| Waga średnia (- 79 kg)    | Giwi Kartozia        | Dimityr Dobrew    | Rune Jansson       |
| Waga półciężka (- 87 kg)  | Walentin Nikołajew   | Petko Sirakow     | Karl-Erik Nilsson  |
| Waga ciężka (+ 87 kg)     | Anatolij Parfionow   | Wilfried Dietrich | Adelmo Bulgarelli  |

### Styl wolny
| Kat. wagowa               |                       |                           |                    |
| ------------------------- | --------------------- | ------------------------- | ------------------ |
| Waga musza (- 52 kg)      | Mirian Całkałamanidze | Mohamed Ali Khojastehpour | Hüseyin Akbaş      |
| Waga kogucia (- 57 kg)    | Mustafa Dağıstanlı    | Mohamed Mehdi Yaghoubi    | Michaił Szachow    |
| Waga piórkowa (- 62 kg)   | Shōzō Sasahara        | Joseph Mewis              | Erkki Penttilä     |
| Waga lekka (- 67 kg)      | Emam Ali Habibi       | Shigeru Kasahara          | Alimbieg Biestajew |
| Waga półśrednia (- 73 kg) | Mitsuo Ikeda          | İbrahim Zengin            | Wachtang Balawadze |
| Waga średnia (- 79 kg)    | Nikoła Stanczew       | Daniel Hodge              | Georgij Szirtladze |
| Waga półciężka (- 87 kg)  | Gholam Reza Tachti    | Borys Kulajew             | Pete Blair         |
| Waga ciężka (+ 87 kg)     | Hamit Kaplan          | Jusein Mechmedow          | Taisto Kangasniemi |

## Tabela medalowa
| Poz.    | Państwo           |    |    |    | Łącznie |
| ------- | ----------------- | -- | -- | -- | ------- |
| 1       | ZSRR              | 6  | 2  | 5  | 13      |
| 2       | Turcja            | 3  | 2  | 2  | 7       |
| 3       | Iran              | 2  | 2  | 0  | 4       |
| 4       | Japonia           | 2  | 1  | 0  | 3       |
| 5       | Finlandia         | 2  | 0  | 2  | 4       |
| 6       | Bułgaria          | 1  | 3  | 0  | 4       |
| 7       | Szwecja           | 0  | 1  | 3  | 4       |
| 8       | Węgry             | 0  | 1  | 1  | 2       |
| 8       | Włochy            | 0  | 1  | 1  | 2       |
| 8       | Stany Zjednoczone | 0  | 1  | 1  | 2       |
| 11      | Belgia            | 0  | 1  | 0  | 1       |
| 11      | Niemcy            | 0  | 1  | 0  | 1       |
| 13      | Rumunia           | 0  | 0  | 1  | 1       |
| Łącznie | Łącznie           | 16 | 16 | 16 | 48      |